# Passaporte haitiano
O passaporte haitiano é o documento oficial que identifica o cidadão haitiano perante as autoridades de outros países, para uso em viagens internacionais.
Para obter um passaporte haitiano, o cidadão deve ser de nacionalidade haitiana e fornecer provas disto. A Constituição Haitiana não permite que pessoas nascidas no Haiti que mudaram de nacionalidade obtenham passaportes haitianos.

## Aparência física
A capa é de cor azul escura e é ilustrada pelo Brasão de armas do Haiti em relevo, em prata, e "República do Haiti | Passaporte" em crioulo haitiano e francês, as duas línguas oficiais do país.

## Emissão
Para a emissão do passaporte, o interessado deve apresentar os seguintes documentosː
- Formulário original de pedido de passaporte devidamente preenchido e assinado pelo requerente;
- Duas (02) cópias da certidão de nascimento ou do extrato dos arquivos nacionais;
- Se o requerente for casado, são exigidas duas (02) cópias da certidão de casamento;
- Duas (02) cópias da página de identificação do antigo passaporte;
- Duas (02) fotos 3 × 4 coloridas com fundo branco;
- Autorização dos pais ou representante legal, se o requerimento for feito em nome de um menor.

## História
Entre 1937 e 1942, o passaporte haitiano ou a cidadania haitiana podiam ser obtidas sem visitar o país. Cerca de cem judeus do Leste Europeu usaram esse método para fugir da Europa. Por volta dessa época, os agentes norte-americanos tomaram conhecimento de um contrabando de passaportes realizado em cumplicidade do Governo haitiano. Em troca de um empréstimo considerável de um banco suíço, cem passaportes assinados estavam disponíveis para a compra na Alemanha, supostamente por 3 mil dólares cada.
Em 2011, foi anunciado o lançamento dos passaportes biométricos ou e-passports. O passaporte biométrico passou a ser emitido a partir de 2015.

## Galeria de passaportes

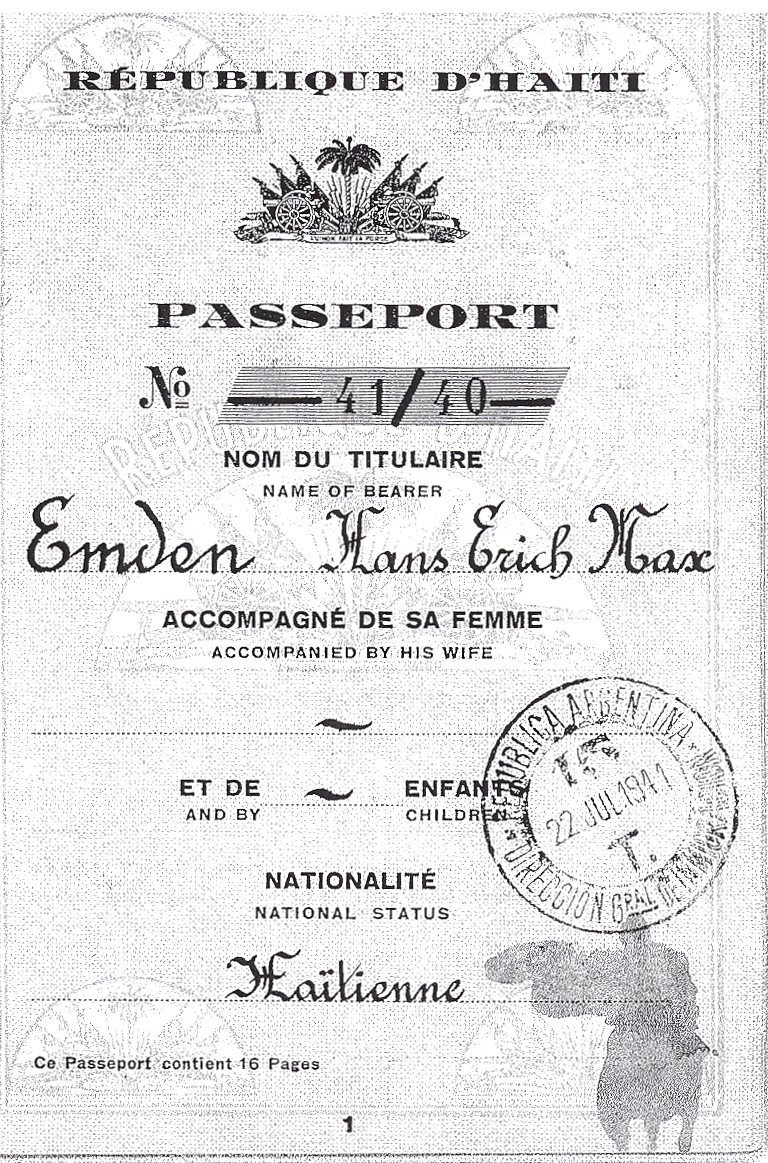
Passaporte haitiano do judeu Hans Erich Emden usado para fugir da Alemanha Nazista.